# 柏家乡
柏家乡，是中华人民共和国四川省达州市大竹县曾经下辖的一个乡。2019年12月，撤销柏家乡，将其所属行政区域划归清河镇管辖。

## 行政区划
柏家乡撤销前下辖以下地区：
街道社区、乌桥村、河坝村、洪福村、毛古村、马鞍村、松茂村和柏家村。